# Велке Биловице
Велке Биловице (чеш. Velké Bílovice) град је у Чешкој Републици. Град се налази у управној јединици Јужноморавски крај, у оквиру којег припада округу Брецлав, и има 3.903 становника (2017).
Велке Биловице је највеће виноградарско насеље у Чешкој Републици, са више од 740 хектара винограда (2016).

## Галерија
- Црква рођења Блажене Дјевице Марије
- Капела на брду, окружена виноградима
- Велке Биловице - поглед са севера. У даљини се види град Брецлав (10 км удаљено)
- Пут између винограда, који води до капеле
- На путу до капеле, поглед на сјевер. У даљини се може видети село Врбице